# Blaustein, Baden-Württemberg
Blaustein är den näst största staden i Alb-Donau-Kreis i förbundslandet Baden-Württemberg i Tyskland. Kommunen består av ortsdelarna (tyska Ortsteile) Arnegg, Bermaringen, Ehrenstein, Herrlingen, Klingenstein, Markbronn och Wippingen. Folkmängden uppgår till cirka 16 600 invånare, på en yta av 55,61 kvadratkilometer.

## Befolkningsutveckling
| Befolkningsutvecklingen i Blaustein 1975–2015 | Befolkningsutvecklingen i Blaustein 1975–2015 | Befolkningsutvecklingen i Blaustein 1975–2015 | Befolkningsutvecklingen i Blaustein 1975–2015 | Befolkningsutvecklingen i Blaustein 1975–2015 |
| --------------------------------------------- | --------------------------------------------- | --------------------------------------------- | --------------------------------------------- | --------------------------------------------- |
|                                               |                                               |                                               |                                               |                                               |
| År                                            |                                               |                                               | Folkmängd                                     | Areal (ha)                                    |
| 1975                                          | 1975                                          |                                               | 13 568                                        | 5 732                                         |
| 1980                                          | 1980                                          |                                               | 13 740                                        | 5 555                                         |
| 1985                                          | 1985                                          |                                               | 13 448                                        | 5 556                                         |
| 1990                                          | 1990                                          |                                               | 13 545                                        | 5 561                                         |
| 1995                                          | 1995                                          |                                               | 14 611                                        |                                               |
| 2000                                          | 2000                                          |                                               | 14 699                                        |                                               |
| 2005                                          | 2005                                          |                                               | 15 154                                        |                                               |
| 2010                                          | 2010                                          |                                               | 15 489                                        | 5 560                                         |
| 2015                                          | 2015                                          |                                               | 15 643                                        |                                               |
|                                               |                                               |                                               |                                               |                                               |